# Apocalypse 91... The Enemy Strikes Black
Apocalypse 91... The Enemy Strikes Black è il quarto album in studio del gruppo hip hop statunitense Public Enemy, pubblicato dalla Def Jam nel 1991.

## Descrizione
But the skin I'm in identifies me»
ma il colore della mia pelle mi identifica»
(Nighttrain, Public Enemy)

Il disco, dal punto di vista dei testi, estremizza ancora di più l'attacco al sistema del potere bianco, prendendosela con il razzismo strisciante e ipocrita, ma aggiunge la tematica delle contraddizioni che affliggono all'interno la comunità afroamericana stessa, con i suoi dubbi e problemi legati alla consapevolezza di razza. A tal proposito Chuck D dichiara: 
(Chuck D)

### Registrazione e produzione
Apocalypse 91 fu registrato presso lo studio The Mix Palace di Long Island, New York, e prodotto da The Bomb Squad e The Imperial Grand Ministers of Funk (Stuart Robertz, Cerwin "C-Dawg" Depper, Gary "G-Wiz" Rinaldo e The JBL). Il titolo dell'album è un riferimento ai film Apocalypse Now e The Empire Strikes Back.
Il gruppo intraprese una nuova direzione sonora con questo lavoro, in parte per necessità. Secondo Hank Shocklee, circa in quel periodo, il materiale per le tracce sul quale avevano lavorato negli scorsi quattro-cinque anni era stato rubato. Come risultato, la band si vide costretta a ricreare in fretta la propria musica per fare uscire l'album in tempo con le scadenze imposte dalla casa discografica. Shocklee ammise che era impossibile recuperare completamente tutto quello che avevano perso. In retrospettiva, egli disse che il furto "bloccò la crescita" dei Public Enemy. Il gruppo non si riprese mai completamente dalla perdita subita. La conseguenza fu che il sound risultò un po' più lineare rispetto alla densa produzione dei precedenti lavori, e l'apporto dei musicisti dal vivo divenne un elemento prominente.

### Brani
Il gruppo incise 1 Million Bottlebags per denunciare le contraddizioni interne alla comunità afroamericana, criticando l'alcolismo diffuso. I Public Enemy collaborarono con il gruppo heavy metal Anthrax per registrare una versione thrash della loro Bring the Noise. Can't Truss It paragona lo schiavismo al genocidio mentre Shut 'Em Down parla del cinismo dell'industria e contiene un velato attacco alla Nike: «I like Nike but wait a minute / The neighborhood supports so put some money in it / Corporations owe / Dey gotta give up the dough to da town / Or else We gotta shut'em down» ("Le Nike mi piacciono ma aspettate un attimo / Il giro le appoggia quindi destinategli un po' di denaro / Le grandi compagnie sono in debito / devono mollare l'osso alla città / oppure le faremo chiudere"). By the Time I Get to Arizona fu scritta dal frontman Chuck D come forma di protesta contro lo Stato dell'Arizona, dove il governatore Evan Mecham aveva cancellato la festività del Martin Luther King Day e la popolazione aveva votato contro la sua reintroduzione. A Letter to the New York Post è un attacco all'omonimo giornale per aver pubblicato notizie riguardanti la vita privata di Flavor Flav e le sue vicende giudiziarie.

## Pubblicazione
L'album fu pubblicato il 1º ottobre 1991 da Def Jam Recordings e Columbia Records. Il disco debuttò in quarta posizione nella classifica statunitense Billboard 200 e conquistò la vetta della Top R&B/Hip-Hop Albums. Il 26 novembre 1991, l'album fu certificato disco di platino dalla Recording Industry Association of America (RIAA) con vendite superiori al milione di copie negli Stati Uniti.
Da Apocalypse 91 furono estratti quattro singoli: Bring tha Noize, Can't Truss It, Nighttrain, Shut 'Em Down e la sua B-side By the Time I Get to Arizona. Per quest'ultima venne girato un controverso video musicale dove i Public Enemy uccidevano il governatore dell'Arizona Evan Mecham, che si era rifiutato di riconoscere come ricorrenza ufficiale il Martin Luther King Day. Can't Truss It fu il singolo di maggior successo, raggiungendo la posizione numero 9 nella classifica Hot Soul Singles e la numero 50 nella Billboard Hot 100.

## Accoglienza
| Recensione                    | Giudizio |
| ----------------------------- | -------- |
| AllMusic                      | [ 10 ]   |
| Chicago Tribune               |          |
| Entertainment Weekly          | A+       |
| Los Angeles Times             |          |
| NME                           | 7/10     |
| Q                             | [ 12 ]   |
| Rolling Stone                 |          |
| The Rolling Stone Album Guide | [ 13 ]   |
| Piero Scaruffi                | 6/10     |
| The Source                    | [ 15 ]   |
| The Village Voice             | A        |

Apocalypse 91... The Enemy Strikes Black fu accolto da critiche generalmente positive alla sua uscita. Anthony DeCurtis di Rolling Stone lodò la produzione e i testi, dichiarando che Apocalypse 91 "tenta di fissare degli obiettivi sociopolitici per la comunità nera". In maniera simile, Ronin Ro di The Source evidenziò la potenza evocativa dei testi di Chuck D e la natura senza compromessi della ruvidezza dell'album. NME diede credito all'album di avere "più anima" e di essere più funk dei suoi predecessori, ma ammise che il disco include anche qualche brano riempitivo. Su Playboy, il critico musicale Robert Christgau lodò la prima metà dell'album, definendola "la più eccitante sequenza di brani dei Public Enemy di sempre", ma criticò la seconda parte per essere meno consistente.
"Apocalypse '91 è grande ma non un classico perché non è possibile far uscire quattro album classici di fila…" osservò la fanzine hip hop Louder Than A Bomb!. "I PE sono ancora la migliore band in America e ancora una volta hanno pubblicato il miglior album dell'anno".
Apocalypse 91 si classificò in seconda posizione nel sondaggio del The Village Voice Pazz & Jop del 1991 riservato ai critici, dietro a Nevermind dei Nirvana, mentre gli editori di Spin lo misero al settimo posto nella lista dei migliori 20 album dell'anno. A posteriori, Stephen Thomas Erlewine di AllMusic citò l'album definendolo uno dei grandi dischi golden age hip hop. Più negativo il critico musicale Piero Scaruffi che definì il disco "relativamente monotono" e un'opera che "si limitava a riclare le vecchie idee adattandole ad un pubblico di bianchi". L'album è stato incluso nel libro 1001 Albums You Must Hear Before You Die.

## Tracce
1. Lost at Birth – 3:49
2. Rebirth – 0:59
3. Nighttrain – 3:31
4. Can't Truss It – 5:23
5. I Don't Wanna be Called Yo Niga – 4:24
6. How to Kill a Radio Consultant – 3:09
7. By the Time I Get to Arizona – 4:49
8. Move! (feat. Sister Souljah) – 4:59
9. 1 Million Bottlebags – 4:06
10. More News at 11 – 2:40
11. Shut 'Em Down – 5:06
12. A Letter to the New York Post – 2:47
13. Get the F*** Outta Dodge (feat. True Mathematics) – 2:38
14. Bring tha Noize (feat. Anthrax) – 3:47

## Formazione
Public Enemy
- Chuck D
- Flavor Flav
- Terminator X
- Sister Souljah

Personale aggiuntivo
- Anthrax – performer (traccia 14)
- Frank Abel – tastiere
- Fred Wells – chitarre
- Lorenzo "Tony" Wyche – fiati
- Allen Givens – fiati
- Ricky Gordon – percussioni
- Tyrone Jefferson – fiati
- Al MacDowell – basso
- Steve Moss – percussioni
- Michael Angelo – mixing